# Hofstedemonument
Het Hofstedemonument in de Nederlandse stad Assen is een gedenkteken uit 1939.

## Achtergrond
Het bos in Assen behoorde vanaf de dertiende eeuw toe aan het klooster Maria in Campis aan de Brink. In 1602 werd het klooster als gevolg van de reformatie opgeheven en kwam het bos in handen van de Landschap Drenthe. Wolter Hendrik Hofstede werd in 1757 eerste klerk van de Landschap. Hij zette zich onder meer in voor de aanleg van de Drentsche Hoofdvaart en de omvorming van het bos in Assen tot sterrenbos. Hij wordt gezien als de grondlegger van het huidige Asserbos. Koning Lodewijk Napoleon schonk het bos in 1809 aan Assen.
In 1939 werd bij de Nieuwe Vijver een gedenkteken ter nagedachtenis aan Hofstede opgericht. In aanwezigheid van onder anderen Hofstedes nazaten, commissaris van de Koningin R.H. de Vos van Steenwijk en burgemeester Johan Bothenius Lohman werd het op zaterdag 6 mei 1939 door ds. P. Hofstede onthuld.

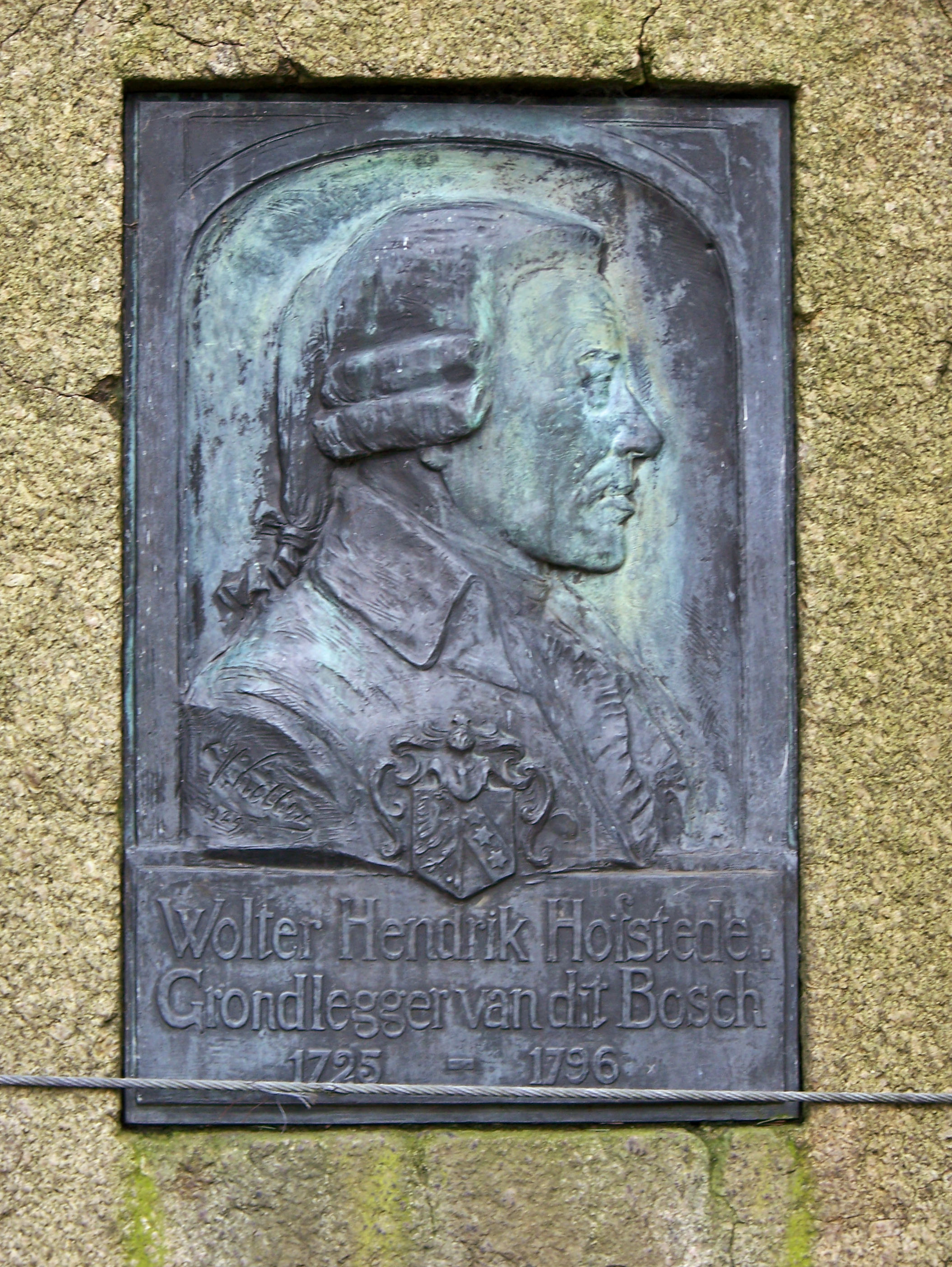
De plaquette

## Beschrijving
Het gedenkteken bestaat uit een grote opgerichte zwerfsteen, omringd door enkele kleinere keien. In de steen is een uitsparing gemaakt voor een bronzen plaquette met een portret en profil van W.H. Hofstede, zijn familiewapen en het opschrift 

WOLTER HENDRIK HOFSTEDE
Grondlegger van dit Bosch
1725 - 1796

. 
De plaquette werd gemaakt door de Haagse beeldhouwer Johan Keller. 

## Waardering
Het gedenkteken is een gemeentelijk monument.